# Rodrigo Sanguinetti
Rodrigo Sanguinetti, vollständiger Name Rodrigo Marcel Sanguinetti Fernández, (* 1. August 1988 in Rocha) ist ein uruguayischer ehemaliger Fußballspieler.

## Karriere
Der 1,90 Meter große Defensivakteur Sanguinetti spielte in den Jahren 2006 bis 2007 und erneut 2009 für den Rocha FC. Dazwischen war er von 2007 bis 2008 für den Club Atlético Progreso aktiv. In den Spielzeiten 2006/07 und 2007/08 wurde er bei Rocha bzw. Progreso jeweils zwölfmal in der Liga eingesetzt. In der Clausura 2010 stand er im Erstligakader Central Españols und bestritt in dieser Halbserie ein Ligaspiel (kein Tor) in der Primera División. In der Saison 2010/11 erzielte er von seinem ersten Einsatz am 17. Oktober 2010 bis zu seinem letzten Spiel am 22. Mai 2011 einen Treffer bei sieben Erstligaeinsätzen für El Tanque Sisley. Mitte August 2011 kehrte er zum nunmehr zweitklassigen Central Español zurück. Am Ende der Spielzeit 2011/12 erreichte er mit seiner Mannschaft den Aufstieg in die höchste uruguayische Spielklasse. Dazu trug er mit einem Tor bei 24 Ligaeinsätzen bei. 2012 soll er jedoch auch beim Club Atlético Atenas unter Vertrag gestanden haben. In der folgenden Saison 2012/13 kam er in 27 Erstligabegegnungen zum Einsatz und schoss zwei Tore. Ende Juli 2013 wechselte er nach Griechenland zu Levadiakos. Nach acht Erstligaeinsätzen (ein Tor) und einer absolvierten Pokalpartie (kein Tor) führte sein Karriereweg Ende Januar 2014 bereits wieder zurück nach Uruguay. Dort spielte er fortan für den Erstligisten Liverpool Montevideo. In der Clausura 2014 wurde er bei den Montevideanern neunmal (kein Tor) in der Primera División eingesetzt. Im Januar 2015 schloss er sich dem ecuadorianischen Verein Macará an. Seit Ende September 2015 ist erneut der Rocha FC sein Arbeitgeber. Während der Saison 2015/16 kam er dort 15-mal (zwei Tore) in der Segunda División zum Einsatz.